# Almáspatak
Almáspatak (ukránul: Стримба [Sztrimba]) település Ukrajnában, Kárpátalján, a Rahói járásban.

## Fekvése
Felsőapsa mellett fekvő település.

## Nevének eredete
Sztrimba nevét a mellette folyó kanyargós folyótól vette, mely az Apsa vizébe folyik.

## Története
Almáspatak Felsőapsából vált ki.
Közigazgatásilag Felsőapsához tartozik.